# Sensibilidad al aire
La sensibilidad al aire es un término que se utiliza, sobre todo en química, para referirse a una propiedad de algunos compuestos que reaccionan con el aire, normalmente con el oxígeno atmosférico (O2) o con el agua de la atmósfera (H2O), aunque también son posibles las reacciones con los demás componentes del aire, como monóxido de carbono (CO), dióxido de carbono (CO2) y nitrógeno (N2).
La gama de métodos utilizados para trabajar con compuestos sensibles al aire se conocen como técnicas de vacío. Existen dos métodos principales: cajas de guantes y líneas de Schlenk. 

## Caja de guantes
Las cajas de guantes (caja seca) son cabinas selladas llenas de un gas inerte como el argón o nitrógeno. El equipo normal de laboratorio puede ser montado y manipulado a través del uso de los guantes. 

## Línea de Schlenk
Una línea de Schlenk es un sistema de laboratorio de vacío o de gas inerte que permite que el aire de los objetos de vidrio pueda ser evacuado y sustituido por un gas inerte.